# 亚历克丝·丹森
亚历克丝·丹森（英語：Alex Danson，1985年5月21日—），英国女子曲棍球运动员。她曾代表英国国家队参加2008年、2012年和2016年夏季奥林匹克运动会曲棍球比赛，获得一枚金牌和一枚铜牌。